# Laurent Bonnevay - Astroballe (metrostation)
Flachet is een metrostation aan lijn A van de metro van Lyon in de Franse stad Villeurbanne, een voorstad van Lyon. Het is geopend op 2 mei 1978, als lijn A in gebruik genomen wordt. Gedurende 29 jaar is dit het eindstation van lijn A, tot in 2007 station Vaulx-en-Velin - La Soie wordt geopend. Het station ligt direct onder straatniveau, waardoor elk perron een aparte ingang heeft. In de nabijheid bevindt zich een P+R die mensen van buiten de stad in staat stelt met het openbaar vervoer naar het centrum te gaan. Verder is er een sportcomplex.